# Tephrocactus nigrispinus
Tephrocactus nigrispinus és una espècie de planta fanerògama que pertany a la família de les cactàcies (Cactaceae).

## Descripció
Tephrocactus nigrispinus creix baix, arbustiu, és abundosament ramificat i arriba als 10 cm (poques vegades fins als 20 cm). Les seccions de les tiges més o menys verticals, allargades a el·lipsoïdals, rodones, són de color verd tèrbol o porpra vermellós i desiguals quan són joves. Les arèoles, de 2 a 3 mm de diàmetre, estan àmpliament cobertes de llana i gloquidis. Les tres a cinc espines febles, de 2,5 a 3 centímetres de llarg, només es formen a les arèoles superiors. Són rectes, estesos i més o menys de color negre violaci (poques vegades blanquinoses).
Les flors són de color porpra a vermell ataronjat, fan de 2 a 2,5 centímetres de llarg. El seu pericarpel és de color vermell negrós. Els fruits són més o menys esfèrics, llisos, de color vermell porpra, tenen un diàmetre d'1 centímetre. Les llavors són de color rosa fúcsia.

## Distribució i hàbitat
Tephrocactus nigrispinus està molt estès als departaments bolivians de Potosí i Tarija, a la regió xilena de Tarapacá prop de Colchane i a les províncies argentines de Jujuy i Salta a la vegetació puna de les terres altes dels Andes a altituds de 3400 a 3900 metres.

## Taxonomia
Tephrocactus nigrispinus va ser descrita per (K. Schum.) Backeb. i publicat a Kaktus-ABC 109, a l'any 1935.
Etimologia.
Tephrocactus: nom genèric que deriva de les paraules gregues: tephra, "cendra", referint-se al color de la planta) i cactus per la família.
nigrispinus: epítet llatí derivada de les paraules llatines niger, nigra, nigrum per "negre" i -spinus per "espinós".Eggli, Urs; Newton, Leonard E. Etymological Dictionary of Succulent Plant Names (en anglès).  Berlín/Heidelberg: Springer, 2004, p. 166. ISBN 978-3-642-05597-3.</ref>
Sinonímia
Els següents noms són sinònim de Tephrocactus verschaffeltii:
- Maihueniopsis nigrispina (K.Schum.) R.Kiesling in Darwiniana 25: 209 (1984)[3][4]
- Opuntia nigrispina K.Schum. in Gesamtbeschr. Kakt.: 695 (1898)[3][4]
- Opuntia purpurea	R.E.Fr.	in Nova Acta Regiae Soc. Sci. Upsal. ser. 4, 1(1): 123. 1905.[4]
- Platyopuntia nigrispina (K.Schum.) F.Ritter in Kakteen Südamerika 2: 413 (1980)[3][4]
- Pseudomaihueniopsis nigrispina (K.Schum.) Guiggi in Cactology 3(Suppl. 5): 1 (2013)[3][4]

Subespècies
Subespècies acceptades:
- Tephrocactus nigrispinus subsp. atroglobosus (Backeb. ex Guiggi & Pat.Palacios) M.Lowry
- Tephrocactus nigrispinus subsp. nigrispinus